# 蓮長寺 (奈良市)

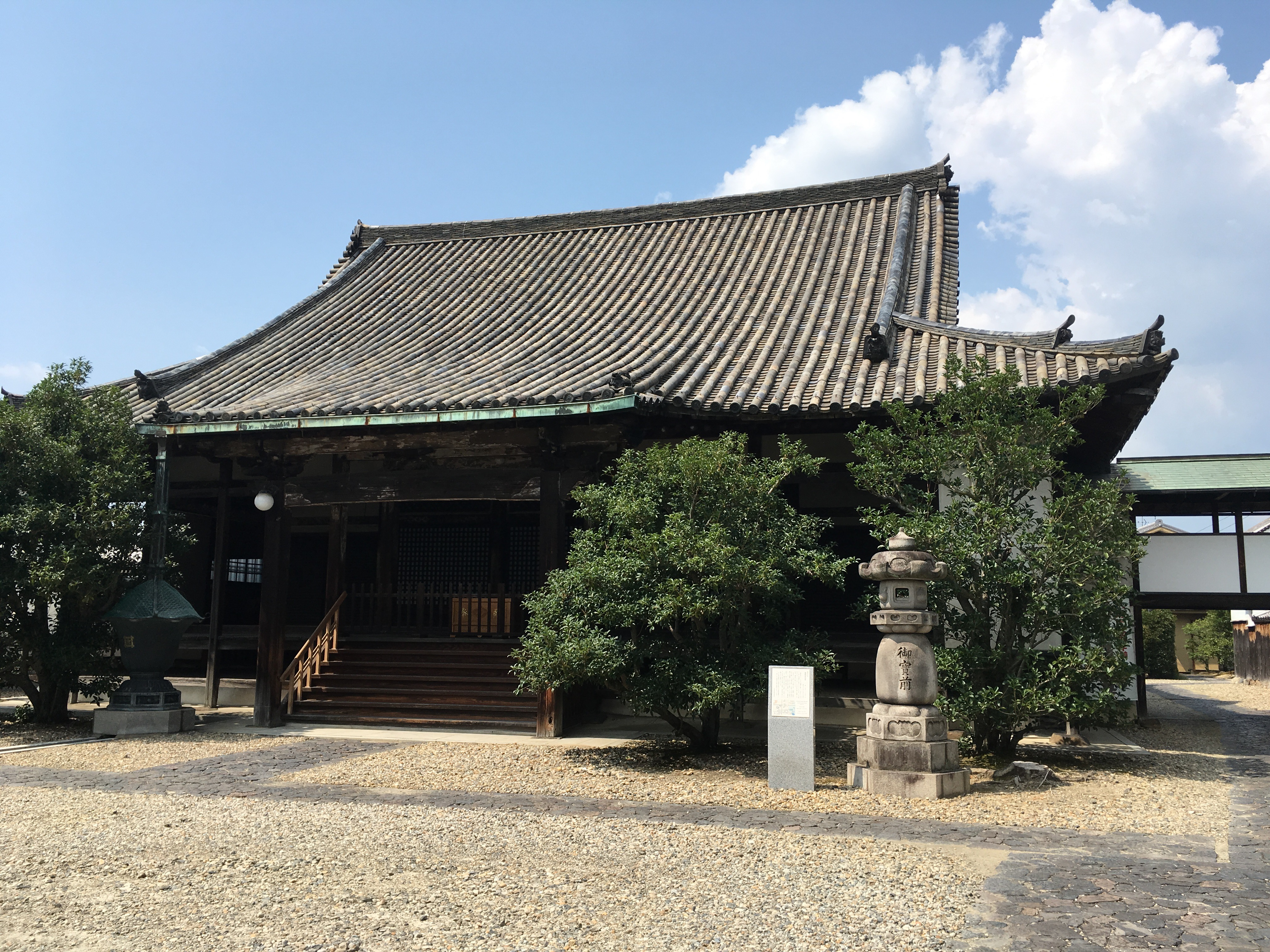
本堂（重要文化財）

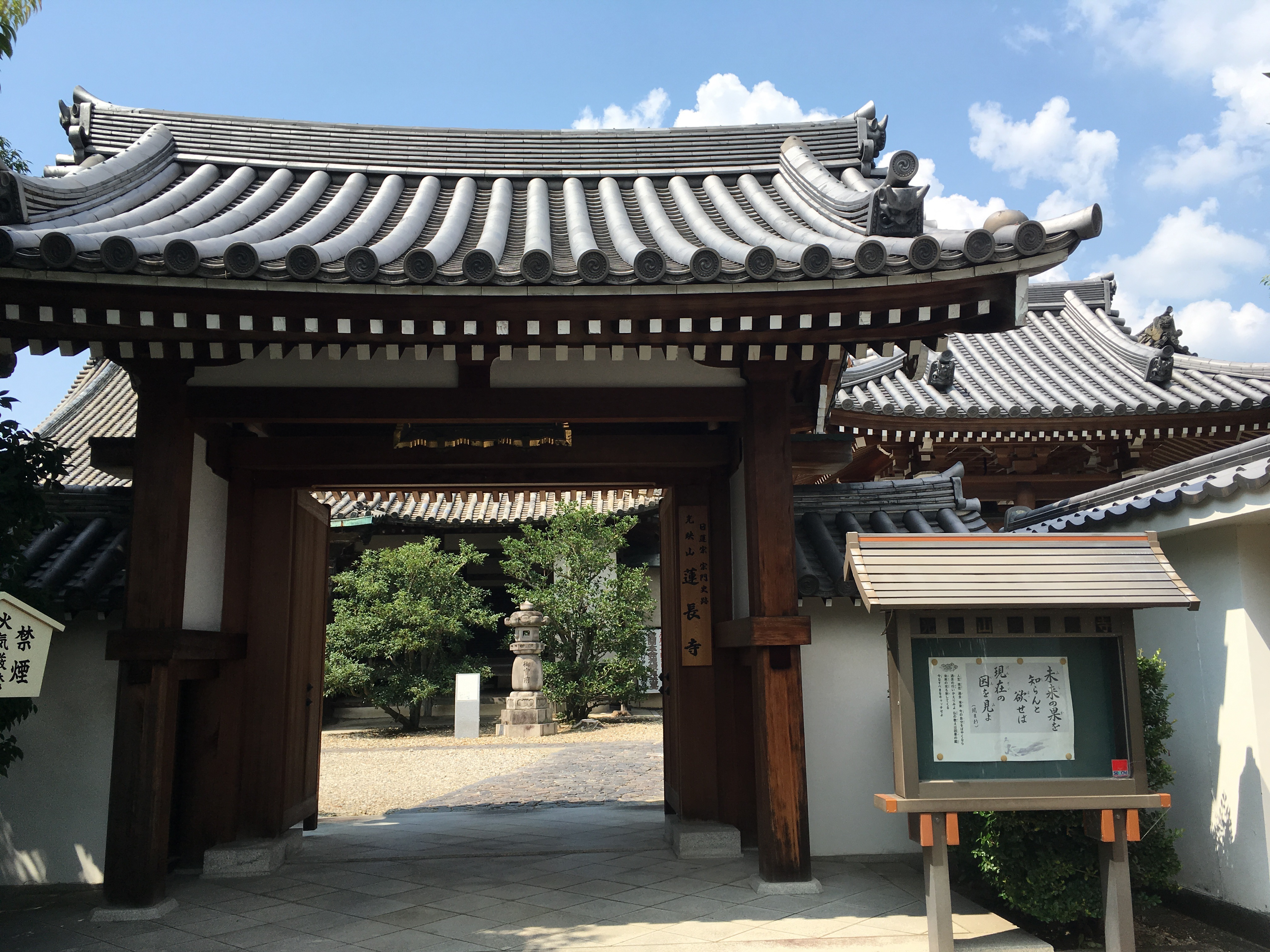
山門

蓮長寺（れんちょうじ）は、奈良県奈良市油阪町にある日蓮宗の寺院。日蓮宗宗門史跡。山号は光映山。旧本山は大本山本圀寺(六条門流)、莚師法縁(隆源会)。

## 歴史
応仁2年（1468年）住持の即俊が日蓮を霊夢に見て日蓮宗に改宗し大聖院日尭（京都大本山本圀寺11世）を開山に寺号を喜見院と改めた。文明元年（1469年）本堂、番神堂を建立した。その後焼失したが承応2年（1653年）本堂を移築、庫裡、山門等を再建、寺域を整備して復興、寺号も光映山蓮長寺と改めた。現在の本堂は大和郡山城主豊臣秀長建立の西岸寺本堂を移築したと伝わるもので昭和62年（1987年）重要文化財に指定された。

## 文化財

### 重要文化財（国指定）
- 本堂 - 昭和62年（1987年）指定。

## 旧末寺
日蓮宗は昭和16年に本末を解体したため、現在では、旧本山、旧末寺と呼びならわしている。
- 妙教山感徳寺(奈良市高畑町)
- 龍珠山妙宏寺(香芝市鎌田)

## 交通アクセス
- 奈良交通バス（市内循環外回り）で「油阪船橋商店街」下車、徒歩3分（経路案内）。
- 近鉄奈良駅7-N出口より徒歩4分（経路案内）。
- JR奈良駅東口より徒歩10分（経路案内）。

## 参考資料
- 日蓮宗寺院大鑑編集委員会『宗祖第七百遠忌記念出版 日蓮宗寺院大鑑』大本山池上本門寺 (1981年)
- 市川智康『日蓮聖人の歩まれた道』水書房
- 日蓮宗新聞 2015年2月16日